# 足立正則
足立 正則（あだち まさのり、1951年（昭和26年）4月16日 - ）は、日本の政治家。元長野県飯山市長（3期）。

## 来歴
1970年（昭和45年）3月、長野県長野高等学校卒業。1976年（昭和51年）3月、東京工業大学工学部卒業。1978年（昭和53年）4月、飯山市役所に採用される。
2007年（平成19年）3月19日、市役所を退職。3月20日、飯山市助役に就任。
2010年（平成22年）の飯山市長選挙で初当選し、3期務めた。

## 市長選挙の結果

### 2010年（平成22年）
2010年（平成22年）9月5日執行。元総務省大臣官房審議官の江澤岸生を破り初当選した。9月15日に市長就任。
※当日有権者数：19,928人 最終投票率：71.81%（前回比：pts）
| 候補者名 | 年齢 | 所属党派 | 新旧別 | 得票数  | 得票率 | 推薦・支持 |
| -------- | ---- | -------- | ------ | ------- | ------ | ---------- |
| 足立正則 | 59   | 無所属   | 新     | 8,234票 | 57.80% |            |
| 江澤岸生 | 57   | 無所属   | 新     | 6,012票 | 42.20% |            |

### 2014年（平成26年）
2014年（平成26年）9月7日執行。前回に続き江澤との一騎討ちとなる。再選を果たす。
※当日有権者数：18,827人 最終投票率：74.25%（前回比：2.44pts）
| 候補者名 | 年齢 | 所属党派 | 新旧別 | 得票数  | 得票率 | 推薦・支持 |
| -------- | ---- | -------- | ------ | ------- | ------ | ---------- |
| 足立正則 | 63   | 無所属   | 現     | 7,533票 | 54.10% |            |
| 江澤岸生 | 60   | 無所属   | 新     | 6,390票 | 45.90% |            |

### 2018年（平成30年）
2018年（平成30年）10月28日執行。前回に続き江澤との一騎討ちとなる。再選を果たす。
※当日有権者数：18,134人 最終投票率：72.34%（前回比：-1.91pts）
| 候補者名 | 年齢 | 所属党派 | 新旧別 | 得票数  | 得票率 | 推薦・支持 |
| -------- | ---- | -------- | ------ | ------- | ------ | ---------- |
| 足立正則 | 67   | 無所属   | 前     | 6,720票 | 51.22% |            |
| 江澤岸生 | 60   | 無所属   | 新     | 6,304票 | 48.05% |            |